# Stor-Havssjön
Stor-Havssjön är en sjö i Storumans kommun i Lappland och ingår i Umeälvens huvudavrinningsområde. Sjön har en area på 1,02 kvadratkilometer och ligger 358,1 meter över havet. Sjön avvattnas av vattendraget Havssjöbäcken.

## Delavrinningsområde
Stor-Havssjön ingår i det delavrinningsområde (725156-153882) som SMHI kallar för Utloppet av Stor-Havssjön. Medelhöjden är 446 meter över havet och ytan är 12,89 kvadratkilometer. Det finns ett avrinningsområde uppströms, och räknas det in blir den ackumulerade arean 41,96 kvadratkilometer. Havssjöbäcken som avvattnar avrinningsområdet har biflödesordning 2, vilket innebär att vattnet flödar genom totalt 2 vattendrag innan det når havet efter 291 kilometer. Avrinningsområdet består mestadels av skog (82 procent). Avrinningsområdet har 1,02 kvadratkilometer vattenytor vilket ger det en sjöprocent på 7,9 procent.